# Naturpark Peñalara

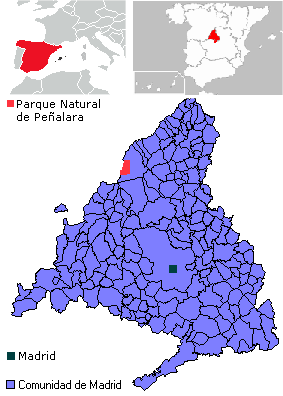
Karte des Naturparks Peñalara, dem einzigen in der autonomen Gemeinschaft Madrid

Der Naturpark Peñalara (spanisch: Parque Natural de Peñalara) ist ein Naturpark von 768 Hektar Größe in der zentralen Sierra de Guadarrama, einem Teil des Iberischen Scheidegebirges in Spanien. Höchster Punkt ist mit einer Höhe von 2430 msnm der Pico Peñalara im Nordwesten des Parks. Der Park grenzt an die Gemeinde Rascafría im Nordwesten der Autonomen Gemeinschaft Madrid. Im Park gibt es drei kleine Trogtäler, zwei Moränen und eine Seenkette, deren Entstehung auf Gletscher zurückzuführen ist. Das Gebiet wurde im Juni 1990 durch die Autonome Gemeinschaft Madrid zum Naturpark erklärt.
Die Vegetation des Parks setzt sich aus Sträuchern in höheren Gebirgslagen, Weiden und Waldkiefernwäldern in tieferen Lagen zusammen. In den höchsten Lagen dominieren alpine Gräser bzw. purer Fels. Häufig beobachtete Vogelarten dieser Gegend sind z. B. das Blaukehlchen, der Steinschmätzer, die Braunelle und der Steinrötel. Unter den Greifvögeln sind der Mönchsgeier und der Steinadler bemerkenswert. Außerdem kommen kleine Säugetiere und in den Seen auch Amphibien wie der Feuersalamander vor. Man gelangt über mehrere Pfade in den Park, die alle zur Puerto de Cotos (Cotos-Pass), dem touristischen Zentrum der Region führen. Der Park, welcher an Feiertagen stark besucht ist, bietet Möglichkeiten zum Wandern, Klettern und während des Winters auch zum Skifahren.

## Geografie

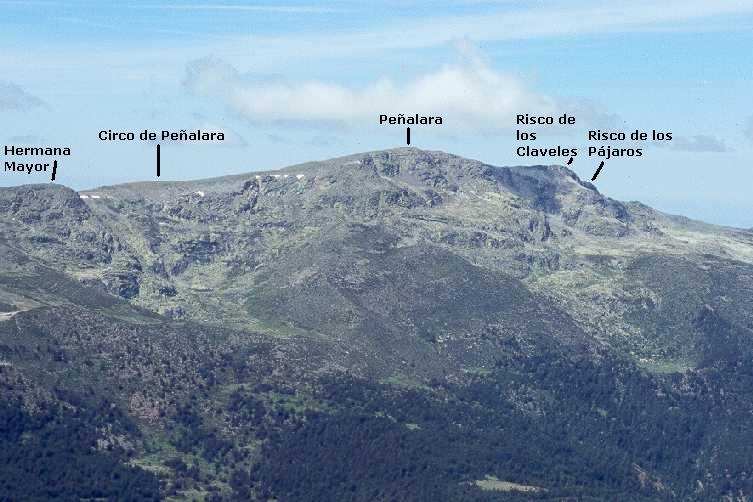
Übersicht über den Naturpark Peñalara. Zu sehen sind die Moränen des Bergkessels des Peñalara und rechts die des Pepe Hernando.

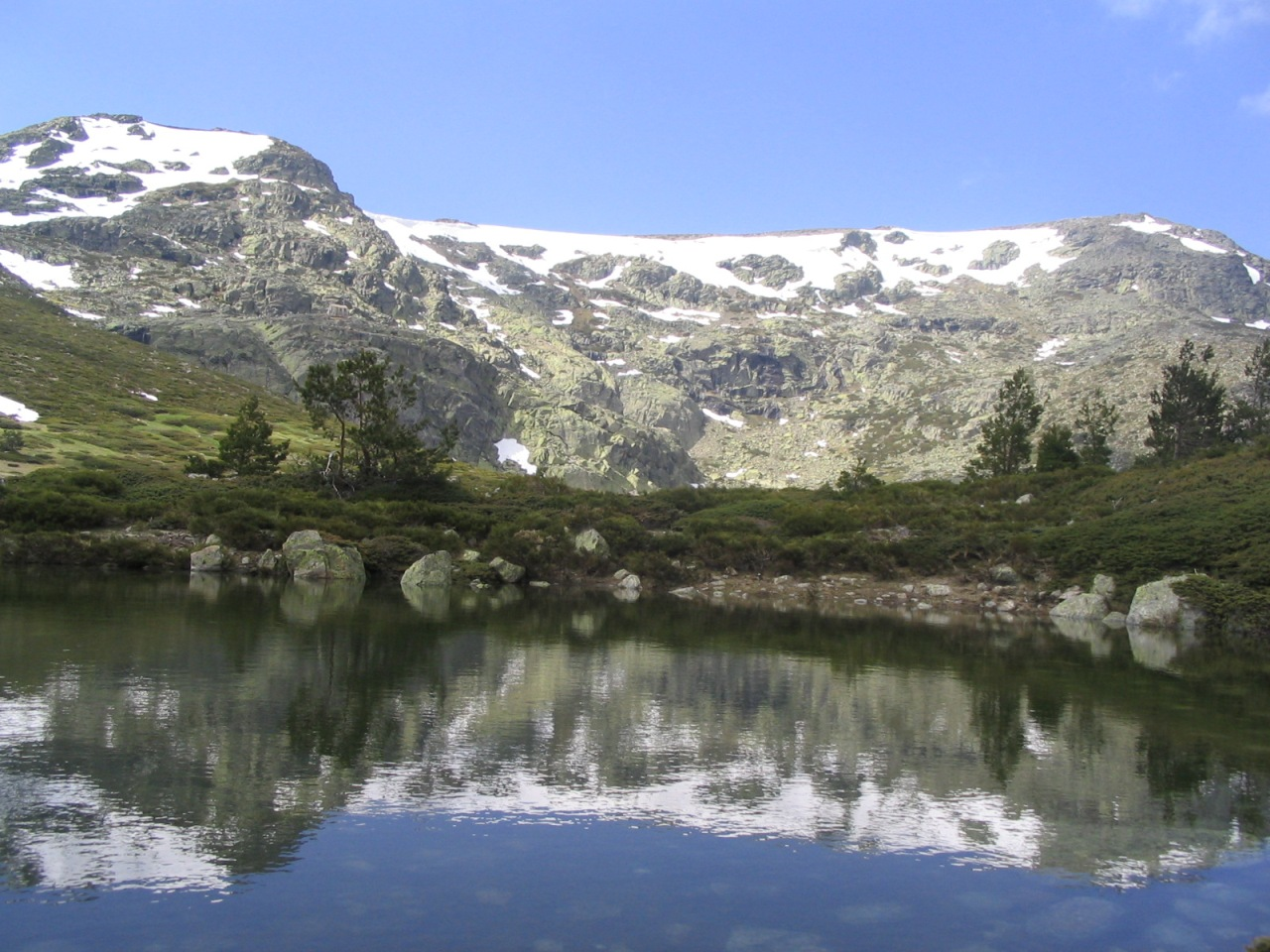
Gipfel der „Dos Hermanas“ (2.285 Meter), Bergkessel und Gipfel des Peñalara samt seiner Reflexion in der Laguna Chica

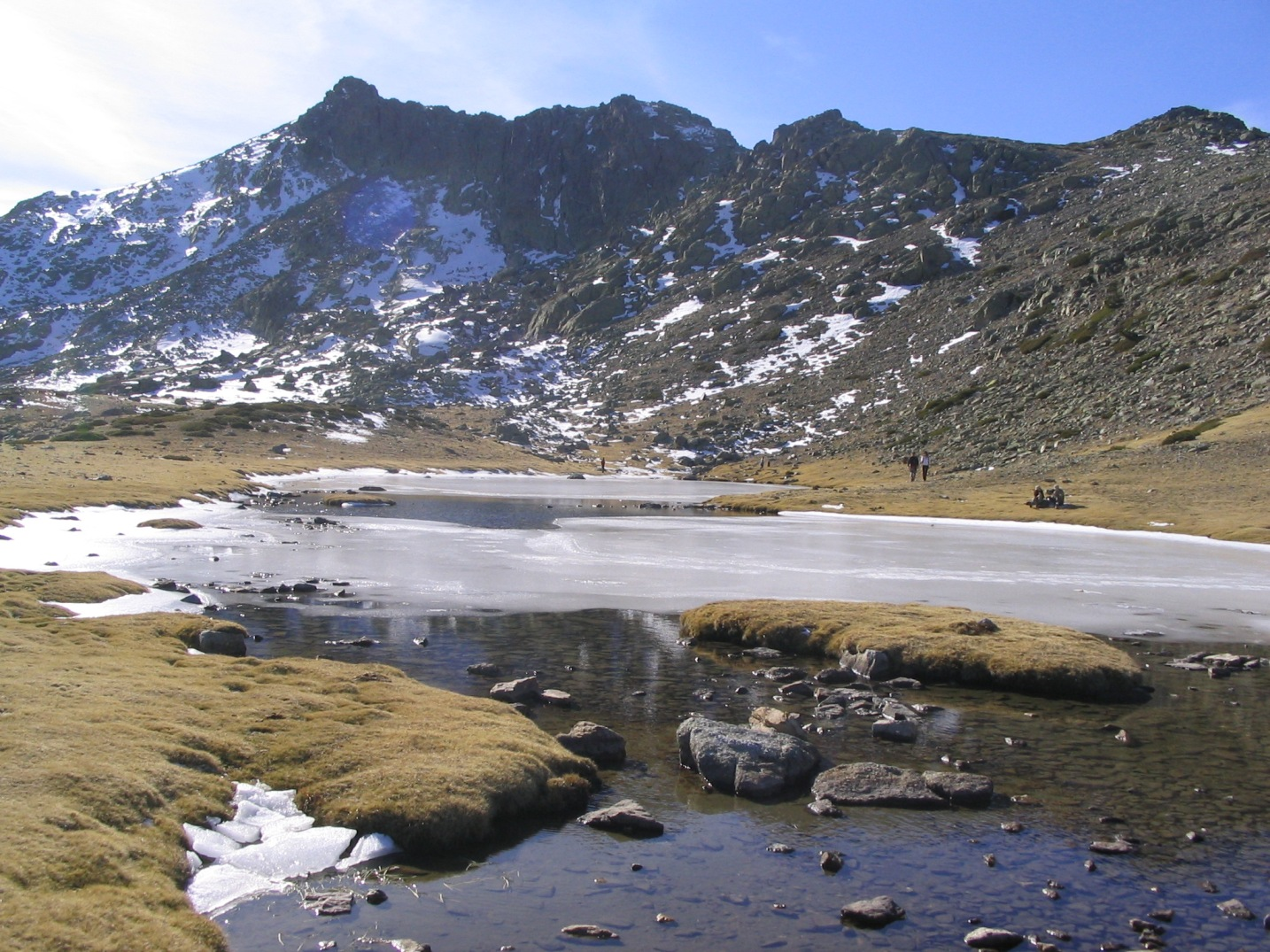
„Risco de los Claveles“ (2.388 m) und „Laguna de los Pájaros“

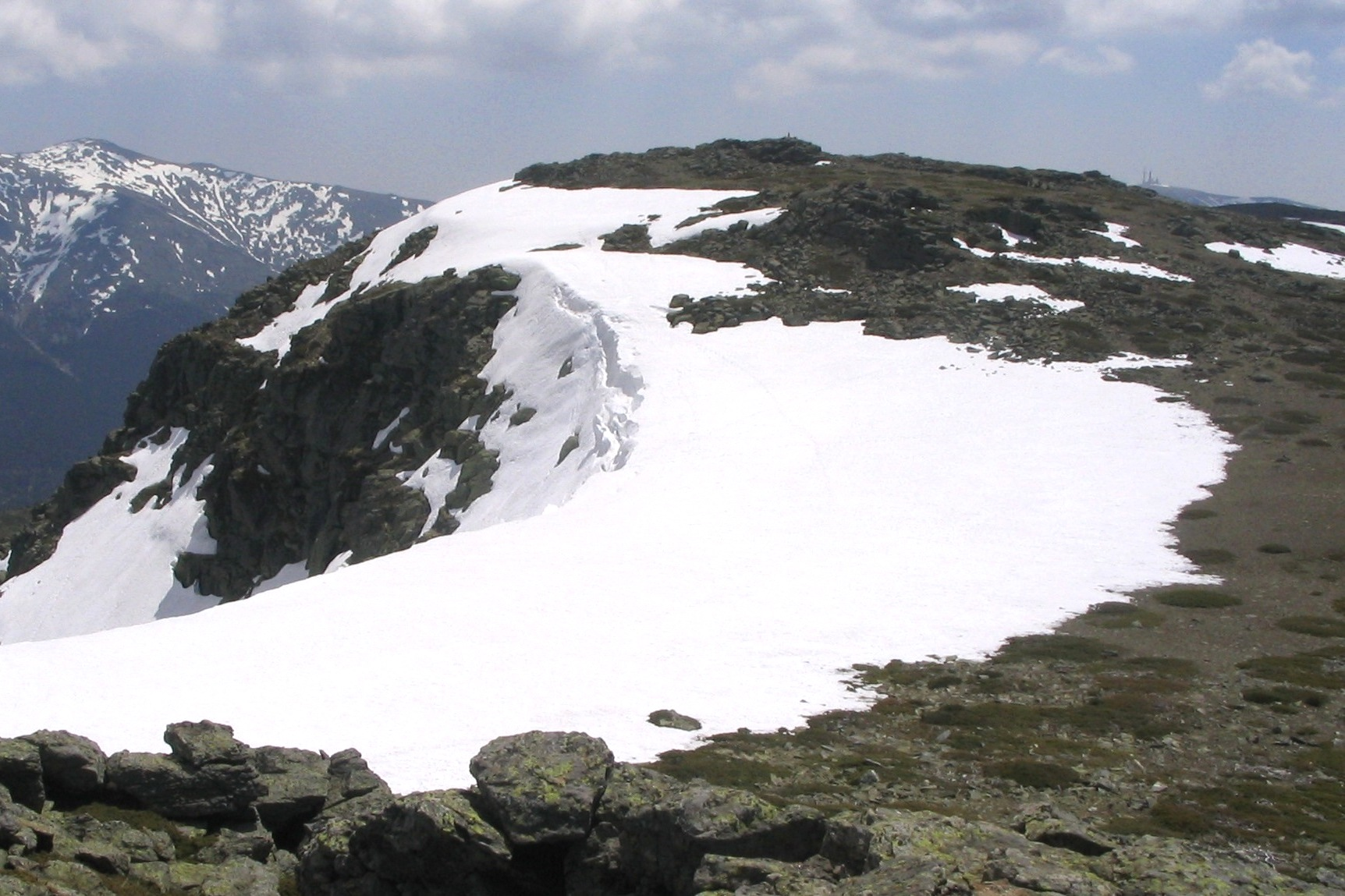
Gipfel des „Hermana Mayor“ auf 2.285 Meter. Aussicht von der Umgebung des Gipfels des Peñalara.

Der Naturpark Peñalara befindet sich im Südosten des Peñalara-Gipfels, der mit seinen 2.430 Metern der höchste Punkt der Sierra de Guadarrama ist. Die westliche Grenze wird durch den Kamm  bestimmt, der sich von Süd-Südwest nach Nord-Nordwest zieht und durch den Pico Peñalara im Norden, sowie die „Dos Hermanas“ (deutsch: Zwei Schwestern) im Süden geformt wird.
Der tiefste Punkt des Parkes hat eine Höhe von 1.640 Metern und befindet sich im östlichen Teil.
Das Gefälle des Hanges zeigt nach Südosten, wobei sich die maximalen Erhebungen im Westen befinden. Im nördlichen Gebiet des Kammes befinden sich zwei markante Felsen mit schwierigem Zugang. Der nördlichste von ihnen ist der „Risco de los Pájaros“ (deutsch: Vogelfelsen) mit einer Höhe von 2.334 Metern. Etwas weiter südlich befindet sich der „Risco de los Claveles“ (Nelkenfelsen), der mit seinen 2.388 Metern der zweithöchsten Gipfel der gesamten Sierra de Guaderrama ist. Die restlichen Erhebungen sind weniger markant. Südlich davon befindet sich der Gipfel des Peñalara und weitergehend auf dieser Achse folgt die „Hermana Mayor“ (Große Schwester) mit einem Gipfel von 2.285 Metern Höhe, von dem man eine gute Sicht auf die Gipfel und die Seen hat. An der südlichen Grenze des Parks streckt sich die „Hermana Menor“ (kleine Schwester) mit ihren 2.271 Metern hervor. Abgesehen von diesem Gebirgskamm gibt es südöstlich der Hermana Menor etwa mittig zwischen der Puerto de Cotos (Cotos-Pass) und dem Bergkessel des Peñalara den Fels „Los Quesos“ mit einem abgerundeten Gipfel von 2.032 Metern.
Eine der interessantesten Plätze des Parks ist der durch Gletscher geformte Bergkessel des Peñalara etwas östlich von der Mitte zwischen dem Gipfel vom Peñalara und der Hermana Mayor. Er befindet sich etwa auf 2.000 bis 2.050 Meter, die einschließenden Wände aus Granit steigen auf von ca. 2.200 bis ca. 2.400 Meter. Daneben existieren noch zwei weitere Bergkessel, von allerdings geringerer Größe.

### Hydrographie
Im Park existieren etwa 20 kleine Seen deren Entstehung auf Gletscher zurückzuführen ist. Sie befinden sich alle südlich der großen Felswände in einem relativ flachen Gebiet zwischen 2.000 und 2.200 Metern Höhe. Einer der größeren wird „Laguna de los Pájaros“ (Lagunen der Vögel) genannt und befindet sich im Nordosten des gleichnamigen Felsens. 500 Meter auf einem Pfad Richtung Süden befinden sich die Lagunen der Nelken sowie mehrere kleine Wasserlöcher zwischen dem Nelkenfelsen und dem Osthang des Peñalara. Weiter südlich, im Bergkessels des Peñalara liegt der größte See des Parks, die „Laguna de Peñalara“ (Peñalara-See), auch „Laguna Grande“ (Großer See) genannt. Sie besitzt eine rundliche Form und wird am stärksten von den Wanderern besucht.
Etwa 500 Meter weiter Richtung Südosten befindet sich die weniger bekannte „Laguna Chica“ (Kleiner See), von der man einen hervorragenden Ausblick auf den „Hermana Mayor“, den Gipfel des Peñalara und den Bergkessel genießen kann. Sämtliche Seen sind von Dezember bis etwa März zugefroren.
Im Herbst und Frühling, also den feuchteren Jahreszeiten, fließen aus den größeren Seen mehrere kleine Bäche und bilden kleine Wasserfälle. Aus der „Laguna de los Pájaros“ entspringt der „Arroyo de los Pájaros“ (deutsch: Bach der Vögel), bei der „Laguna de Peñalara“ verhält es sich entsprechend. Sämtliche Wasserläufe fließen Richtung Osten und münden in den Lozoya.

## Geologie

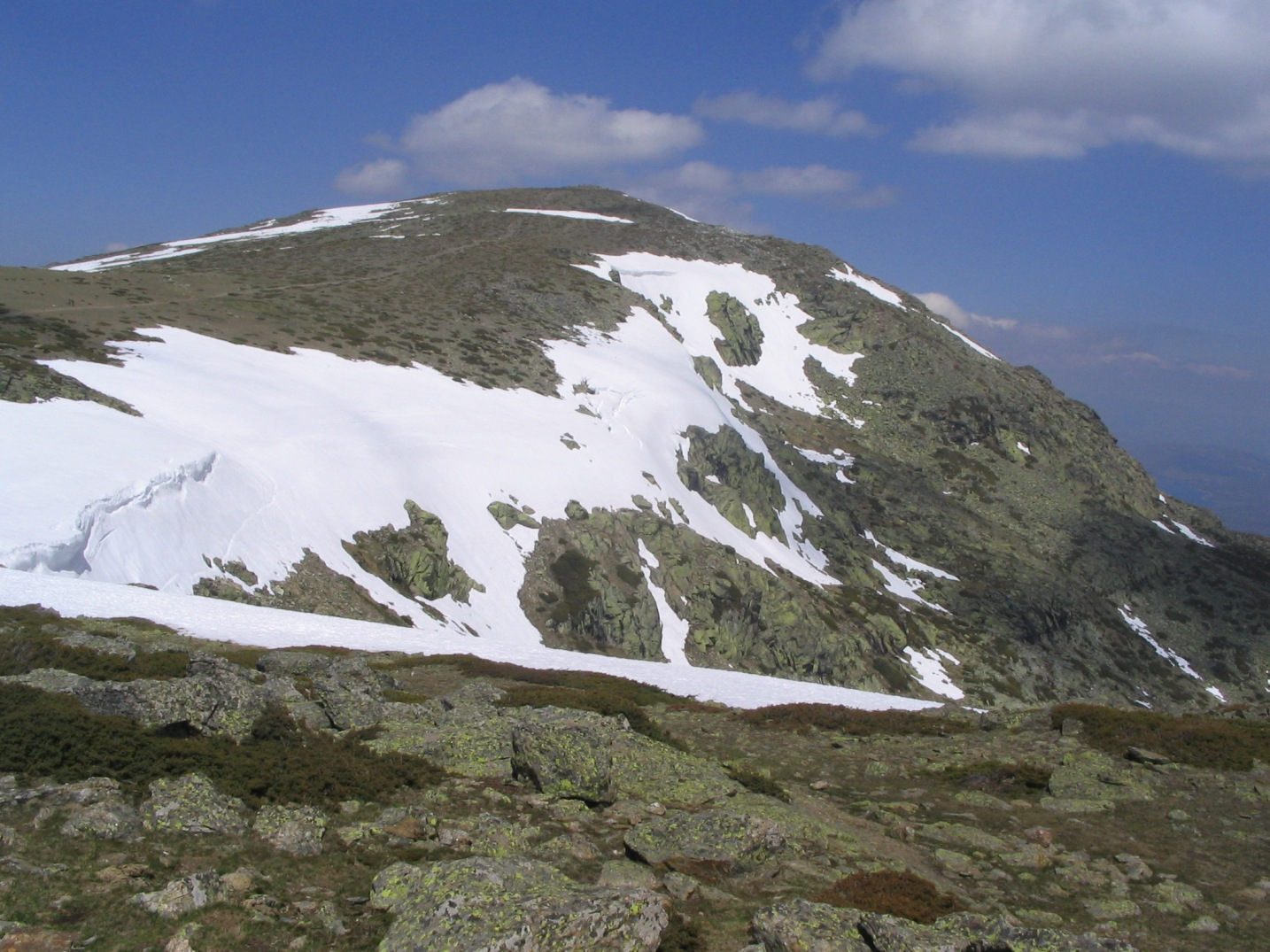
Gipfel des Peñalara, gesehen von der „Hermana Mayor“ (Frühlingsaufnahme)

Das Relief des Parkes ergibt einen starken Kontrast zwischen den jeweiligen nördlichen Tiefplateau und dem südlichen. Sie beide gehören zum zentralen Plateau. Im Erdzeitalter des Karbon (vor etwa 300 bis 360 Millionen Jahren) beginnt sich ein Ausgangsmaterial aus altertümlichen Graniten und Sedimenten zu falten und umzuwandeln – der Ursprung von Gneisen.
Während des Perm (vor 250 bis 300 Millionen Jahren) brechen diese Materialien auf. Es beginnt Magma an die Oberfläche zu dringen, aus welcher wiederum die Granite entstehen. In der letzten Phase dieses Zeitalters erfolgt die Anhebung des Gebirgsmassivs Peñalara.
Seit dem Ende des Paläozoikums und während des Mesozoikums (zwischen 250 und 65 Millionen Jahren) kam es durch Erosion zu einer Abtragung des Gebirges. Während dieser letzten Phase kam es zu einer Meeresüberspülung, die unterseeische Gebiete an die Oberfläche freigab (es ist möglich, dass die Sierra damals nur ein kleines Inselchen knapp über dem Meer war) und Sedimentbecken verursachte, die die Ebenen bedeckten und sich mit Ablagerungen füllten, die zu Kalkstein werden sollten.
Im Känozoikum, oder auch Tertiär (zwischen 65 und 1,8 Millionen Jahren) begannen erneut die Vorgänge die zur Anhebung des Peñalara-Massivs und zur Blockbildung führten, wie wir sie heute vorfinden. Die Erosion des felsigen Massivs führte zur Auffüllung der Becken mit Arkosen. Die Gletschertätigkeit des Quartärs (von 1,8 Millionen Jahren bis heute) schloss die Bildung des Kars von Peñalara und seiner Wände ab.
Danach gab die Konsolidierung der Flüsse der Oberfläche ihre endgültige Gestalt. Heute ist Granit der vorherrschende Fels.

### Information
- Offizielle Website des Naturparks Peñalara
- Königliche Spanische Alpinimusgesellschaft Peñalara
- Information über die Geschichte des Parks

### Wanderrouten
- Aufstieg zum Gipfel des Peñalara (spanisch)

Koordinaten: 40° 50′ 51″ N, 3° 57′ 12″ W